# Phyllodromica vignai
Phyllodromica vignai är en kackerlacksart som först beskrevs av Failla och Andre Messina 1989.  Phyllodromica vignai ingår i släktet Phyllodromica och familjen småkackerlackor.
Artens utbredningsområde är Marocko. Inga underarter finns listade i Catalogue of Life.